# Transmission voie-machine

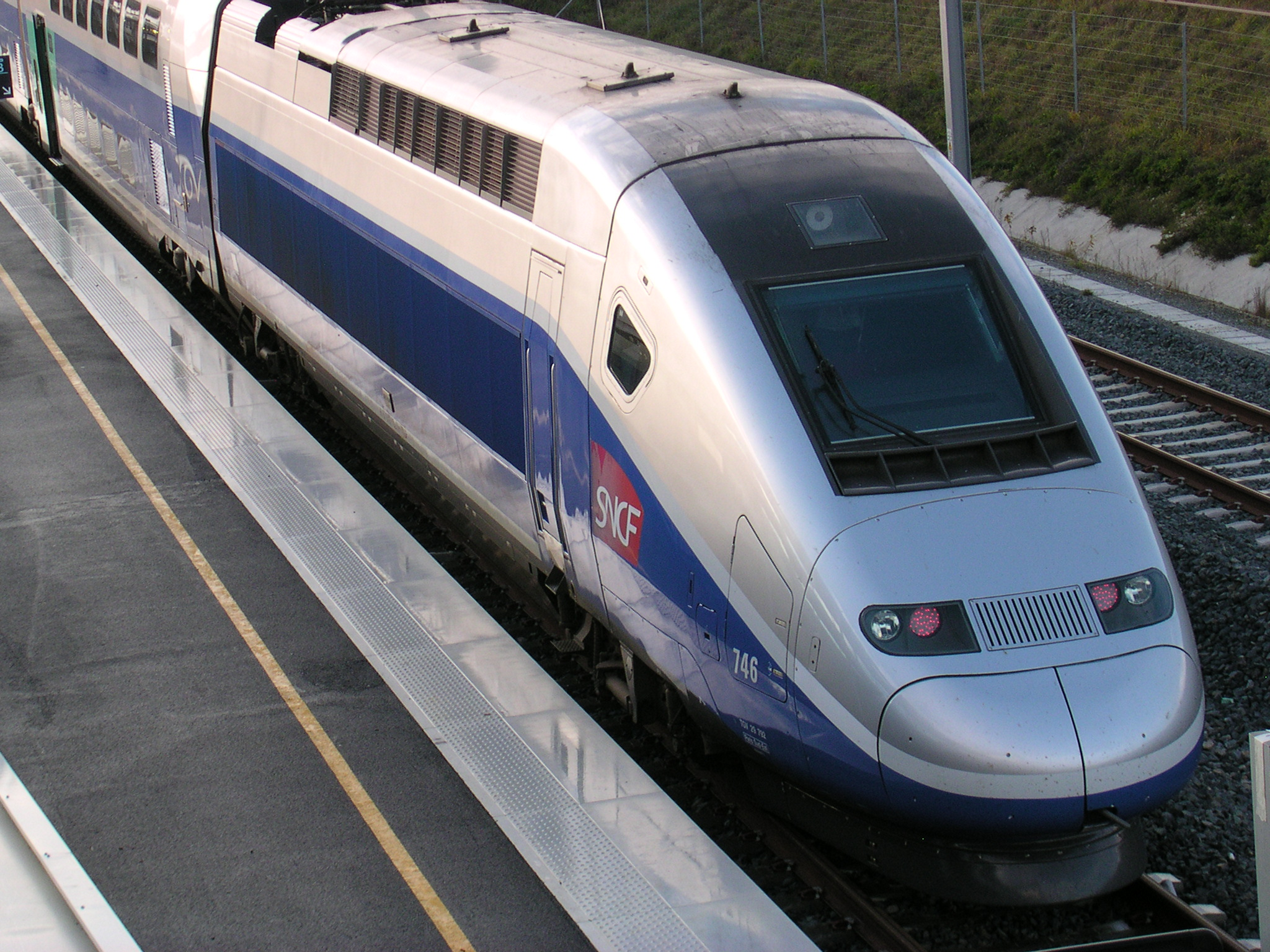
Tama TGV dotada de TVM.

 TVM  (Transmission voie-machine, en francès «Transmissió via-màquina») és un sistema de senyalització ferroviari francès destinat a línies d'alta velocitat. És utilitzat com a sistema de senyalització principal en les línies d'alta velocitat de França, Gran Bretanya, Bèlgica i Corea del Sud.
La senyalització en línies d'alta velocitat és molt diferent a una senyalització convencional a causa de la dificultat per veure els senyals i per a frenar un tren d'alta velocitat, sent el TVM un dels primers sistemes dissenyats per a aquest tipus de tràfic. En l'actualitat s'està en procés d'implementació d'un altre sistema de senyalització, l'ERTMS, com a estàndard únic a tot Europa.

## Funcionament

Senyal de final de cantó TVM.

El sistema TVM es basa en un bloqueig que divideix la via en cantons de 1.500 metres. Entre cantó i cantó hi ha un senyal fix, compost d'un triangle groc sobre fons blau, especialment dissenyat per a ser visible des de la cabina dels trens d'alta velocitat.
A cada cantó es transmet un senyal a través de la via que és rebuda pel tren a través d'una antena. Aquest senyal inclou dues velocitats, la velocitat màxima del cantó actual i la velocitat màxima del cantó següent. El sistema disposa d'un instrument en cabina que mostra al maquinista dues velocitats.
Quan un tren ha de reduir a una determinada velocitat o frenar no se li envia un senyal del punt de frenada, sinó que gradualment se li adjudica una menor velocitats màxima en cada cantó fins a arribar a una velocitat de 0 si ha de detenir-se. El maquinista ha de reduir a la velocitat màxima del següent cantó abans de superar la pantalla blava i groga de final de cantó.
En general, un tren a 320 km/h necessita de 6 a 7 cantons per aturar completament. La velocitat màxima assenyalada no depèn només dels punts de detenció, sinó també de diversos factors com la proximitat del tren precedent, la disposició dels aparells de via o les limitacions temporals de velocitat.
Si un maquinista no s'até a les limitacions de velocitat indicada el tren entra automàticament en frenada d'emergència.

### Versions
Existeixen dues versions del sistema TVM, la versió TVM-300 inicial de funcionament analògic i la més moderna TVM-430 de funcionament digital.

## Instrumentació en cabina

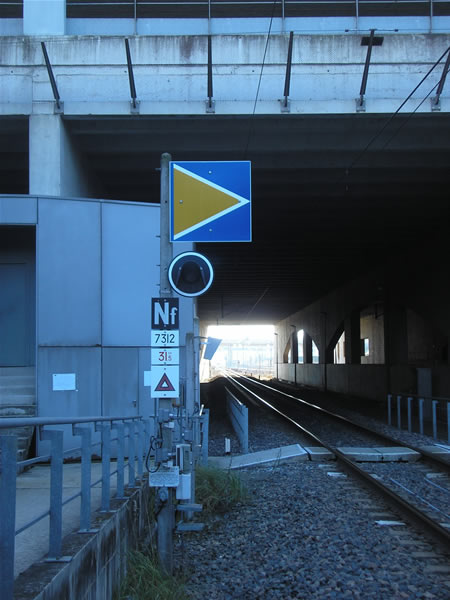
Panell de final de cantó TVM a l'estació de Marne-la-Vallée - Chessy. La indicació Nf indica que no és permissiva.

El sistema TVM disposa en cabina d'un instrument que mostra el maquinista la velocitat a la qual ha circular. Aquest instrument generalment consisteix en una petita pantalla amb 3 dígits, que en el cas de la versió TVM-300 pot donar les següents indicacions:
| Nom                         | Indicació | Velocitat màxima                                                                | Velocitat màxima                                                                | Velocitat màxima                                            |
| Nom                         | Indicació | En el cantó actual                                                              | Disparador de frenada d'emergència                                              | En el cantó següent                                         |
| --------------------------- | --------- | ------------------------------------------------------------------------------- | ------------------------------------------------------------------------------- | ----------------------------------------------------------- |
| Vermell                     | Vermell   | 30 km/h (en cantó permissiu)                                                    | 35 km/h                                                                         | 0 km/h (en cantó no permissiu) 30 km/h (en cantó permissiu) |
| Vermell                     | Vermell   | 0 km/h (en cantó no permissiu)                                                  |                                                                                 | 0 km/h (en cantó no permissiu) 30 km/h (en cantó permissiu) |
| Zero (Anunci 0)             | Zero      | 80 km/h (si apareix després cantó 80A) 160 km/h (si apareix després cantó 160A) | 90 km/h (si apareix després cantó 80A) 170 km/h (si apareix després cantó 160A) | 0 km/h (en cantó no permissiu) 30 km/h (en cantó permissiu) |
| 080E (Execució 80)          | 080E      | 80 km/h                                                                         | 90 km/h                                                                         | 80 km/h                                                     |
| 080A (Anunci 80)            | 080A      | 160 km/h                                                                        | 170 km/h                                                                        |                                                             |
| 160E (Execució 160)         | 160E      | 160 km/h                                                                        | 170 km/h                                                                        | 160 km/h                                                    |
| 160A (Anunci 160)           | 160A      | 220 km/h                                                                        | 235 km/h                                                                        | 160 km/h                                                    |
| 220E (Execució 220)         | 220E      | 220 km/h                                                                        | 235 km/h                                                                        | 220 km/h                                                    |
| 220A (Anunci 220)           | 220A      | 270 km/h                                                                        | 285 km/h                                                                        | 220 km/h                                                    |
| 270V                        | 270V      | 270 km/h                                                                        | 285 km/h                                                                        | 270 km/h                                                    |
| 270VL (Via lliure 270 km/h) | 270VL     | 270 km/h                                                                        | 285 km/h                                                                        | 270 km/h                                                    |
| 270A (Anunci 270)           | 270A      | 300 km/h                                                                        | 315 km/h                                                                        | 270 km/h                                                    |
| 300V                        | 300V      | 300 km/h                                                                        | 315 km/h                                                                        | 300 km/h                                                    |
| 300VL (Via lliure 300 km/h) | 300VL     | 300 km/h                                                                        | 315 km/h                                                                        | 300 km/h                                                    |

La diferència entre una indicació V i VL està que la indicació V fa pressuposar que en els propers cantontes s'iniciarà una reducció. La versió TVM-430 inclou a més indicacions per 320 km/h, 230 km/h, 200 km/h, 170 km/h, 130 km/h i 60 km/h.
A més el sistema pot mostrar les indicacions següents:
| Nom                         | Indicació               | Descripció |
| --------------------------- | ----------------------- | --- |
| Control de velocitat        | Control de velocitat    | Indica que s'ha sobrepassat la velocitat màxima indicada. |
| Anunci « Tallar corrent »   | Anunci Tallar corrent » | Anunciar l'arribada a una secció de catenària neutra entre dos trams de diferent fase, pel que és necessari tancar el disjuntor per evitar danyar els equips elèctrics. |
| Anunci « Baixar pantògraf » | Baixar pantògraf        | Anunciar l'arribada a una secció de catenària neutra entre dos trams de diferent tensió, que cal passar amb el pantògraf baixat.                                        |